# Banque de la république de Colombie
La Banque de la République (en espagnol : Banco de la República) est la banque centrale de la Colombie. Ses fonctions principales sont détaillées par le Congrès conformément à la loi 31 de 1992.
La banque joue également un rôle culturel important, comme en témoigne l'exceptionnel musée d'art de la Banque de la république à Bogotá.

## Histoire
En mars 1923, sous le gouvernement de Pedro Nel Ospina, fut engagée la mission Kemmerer, composée d'un groupe d'experts sous la direction de l'universitaire Edwin Walter Kemmerer, qui recommanda la formation d'une banque centrale colombienne, avec des capitaux privés et publics. La banque a été créée le 25 décembre 1923, nos termes ont été recommandés par les évaluateurs de la mission Kemmerer.

### Le premier assaut contre Banque de la République
Le 23 avril 1977, les « toupeiras » ont volé 82,27 millions de pesos à la Banco da República de Pasto, un chiffre qui équivaudrait aujourd'hui à plus de 22,850 millions de pesos. Les voleurs étaient chamodos asim, toupeiras, parce qu'ils entravent nos coffres par un tunnel. Os irmãos Emiliano, Aquilino et Jesús María Cendales Campuzano étaient les suspects du vol. J'ai installé une cafétéria et une vente de produits pour l'agriculture et l'élevage dans un endroit séparé uniquement d'une maison et d'un garage de la Banco da República. Ordóñez Ricaurte a expliqué que la cafétéria était "très mal assemblée, très mal décorée" pour empêcher l'entrée de deux clients.
Le colonel Bernardo Grisales Muñoz, alors commandant de la police de Nariño, a identifié Samuel Chaparral Valveras et José González comme les responsables du vol. Apparemment, Chaparral était l'un des cúmplices des irmãos.
Plus tard, grâce aux pegadas, les autorités ont identifié Cendales Campuzano.

### Une deuxième attaque contre la Banque de la République
L'Assalto ao Banco da República em Valledupar, également connu sous le nom de "O Assaulto do século na Colômbia", s'est produit du 16 au 17 octobre 1994. Les agresseurs ont volé une somme de 24,072 millions de pesos (33 millions de dollars américains en 1994 / 53 534 465 dollars américains en 1994). 2016),,. Le banco ou le roubo da República em Valledupar représente une quantité importante déjà volée lors d'une attaque contre une banque dans l'histoire de la Colombie.
Après le vol, la Banco da República a identifié les billets volés par leur numéro de série et leur dénomination, qui n'étaient pas entrés en circulation publique avant le vol, de sorte qu'ils ont immédiatement perdu leur valeur.

## Liste de gouverneurs
| Rang | Nom                       | Mandat        |     | Rang                     | Nom                                | Mandat |
| ---- | ------------------------- | ------------- | --- | ------------------------ | ---------------------------------- | ------ |
| 1er  | José Joaquín Pérez        | (1923 - 1924) | 11e | Francisco J. Ortega      | (3 octobre 1985 - 19 février 1993) |        |
| 2e   | Félix Salazar Jaramillo   | (1924 - 1927) | 12e | Miguel Urrutia Montoya   | (22 février 1993 - 3 janvier 2005) |        |
| 3e   | Julio Caro                | (1927 - 1947) | 13e | José Darío Uribe Escobar | (4 janvier 2005 - 3 janvier 2017)  |        |
| 4e   | Luis Ángel Arango         | (1944 - 1957) | 14e | Juan José Echavarría     | (4 janvier 2017 - 3 janvier 2021)  |        |
| 5e   | Carlos Mario Londoño      | (1957)        | 15e | Leonardo Villar Gómez    | (Depuis le 3 janvier 2021)         |        |
| 6e   | Ignacio Copete Lizarralde | (1957 - 1960) |     |                          |                                    |        |
| 7e   | Eduardo Arias Robledo     | (1961 - 1969) |     |                          |                                    |        |
| 8e   | Germán Botero de los Ríos | (1969 - 1978) |     |                          |                                    |        |
| 9e   | Rafael Gamma Quijano      | (1978 - 1982) |     |                          |                                    |        |
| 10e  | Hugo Palacios Mejía       | (1982 - 1985) |     |                          |                                    |        |